# 6540 Степлінг
6540 Степлінг (6540 Stepling) — астероїд головного поясу, відкритий 16 вересня 1982 року.
Тіссеранів параметр щодо Юпітера — 3,645.